# Locavaz
Il Locavaz (o Locovaz) (Lokovec in sloveno) è un piccolo canale situato nei pressi di San Giovanni di Duino (Trieste), poco oltre la cartiera verso la città di Monfalcone.
Attualmente segna il confine fra la provincia di Trieste e quella di Gorizia. Dopo il trattato di pace del 1947 e fino al 1954 ha segnato il confine di Stato fra Italia e Territorio Libero di Trieste.
Il nome deriva dalla voce slovena lokev, che significa "stagno".